# 후아넬레
후안 카스타뇨 키로스(스페인어: Juan Castaño Quirós, 1971년 4월 10일, 스페인 히혼) 또는 후아넬레(Juanele)는 은퇴한 스페인의 축구선수이다. 포지션은 공격수이다.

## 선수 경력
후아넬레는 스포르팅 히혼의 유소년 축구 클럽에서 축구를 시작하였다. 1991년 성인팀으로 올라왔고, 1994년까지 뛰며 경험을 쌓았다. 1994년 CD 테네리페로 이적해 UEFA컵에도 출전한 그는 1999년 레알 사라고사로 이적해 2000-01시즌과 2003-04시즌에 팀이 코파 델 레이를 우승하는 것을 도왔다. 2004년 세군다 디비시온의 테라사 FC로 이적하였고, 2005년 레알 아빌레스로 이적한 후 2006년 초에 은퇴하였다.
그는 스페인 축구 국가대표팀의 일원으로서 활약하였는데, 5경기에 나와 2골을 기록하였다.